# エミリー・マーフィ
エミリー・マーフィ（Emily Murphy、出生名エミリー・ゴワン・ファーガソン、Emily Gowan Ferguson、1868年3月14日 – 1933年10月27日）は、カナダの女性の権利活動家、法曹、作家。